# Premiul Oscar pentru cel mai bun montaj
Premiul Oscar pentru cel mai bun montaj este unul dintre premiile Oscar, acordate de „Academy of Motion Picture Arts and Sciences”. A fost acordat prima dată în 1935. Specialiștii îl consideră strâns corelat de premiul pentru cel mai bun film. Din 1981, câștigătorul la categoria cel mai bun film a fost nominalizat pentru montaj, iar două treimi dintre filmele învingătoare la cel mai bun film au triumfat și la categoria cel mai bun montaj.

## Anii 2020
- 2024 Anora – Sean Baker
- 2023 Oppenheimer – Jennifer Lame
- 2022 Orice, oriunde, oricând – Paul Rogers
- 2021 Dune – Joe Walker
- 2020/21 Sound of Metal – Mikkel E. G. Nielsen

## Anii 2010
- 2019 Ford v Ferrari - Andrew Buckland și Michael McCusker
- 2018 Bohemian Rhapsody - John Ottman
- 2017 Dunkirk - Lee Smith
- 2016 Mad Max: Fury Road - Margaret Sixel
- 2015 Whiplash - Tom Cross
- 2014 Gravity - Alfonso Cuarón și Mark Sanger
- 2013 Argo - William Goldenberg
- 2012 The Girl with the Dragon Tattoo - Angus Wall și Kirk Baxter
- 2011 The Social Network - Kirk Baxter și Angus Wall
- 2010 The Hurt Locker - Chris Innis și Bob Murawski

## Anii 2000
- 2009 Vagabondul milionar - Chris Dickens
- 2008 The Bourne Ultimatum - Christopher Rouse
- 2007 Cârtița - Thelma Schoonmaker
- 2006 Crash - Povești din L.A. - Hughes Winborne
- 2005 The Aviator - Thelma Schoonmaker
- 2004 Stăpânul Inelelor: Întoarcerea Regelui - Jamie Selkirk
- 2003 Chicago - Martin Walsh
- 2002  Black Hawk Down - Pietro Scalia
- 2001  Traffic - Stephen Mirrione
- 2000  Matrix - Zach Staenberg

## Anii 1990
- 1999  Saving Private Ryan - Michael Kahn
- 1998  Titanic - Conrad Buff, James Cameron, Richard A. Harris
- 1997 Pacientul englez - Walter Murch
- 1996 Apollo 13 - Mike Hill, Daniel P. Hanley
- 1995 Forrest Gump - Arthur Schmidt
- 1994 Lista lui Schindler - Michael Kahn
- 1993 Necruțătorul - Joel Cox
- 1992 JFK - Joe Hutshing, Pietro Scalia
- 1991 Dansând cu lupii - Neil Travis
- 1990 Născut pe 4 iulie - David Brenner, Joe Hutshing

## Anii 1980
- 1989 Who Framed Roger Rabbit - Arthur Schmidt
- 1988 Ultimul împărat - Gabriella Cristiani
- 1987 Plutonul - Claire Simpson
- 1986 Witness - Thom Noble
- 1985 The Killing Fields - Jim Clark
- 1984 The Right Stuff - Glenn Farr, Lisa Fruchtman, Stephen A. Rotter, Douglas Stewart, Tom Rolf
- 1983 Gandhi - John Bloom
- 1982 Raiders of the Lost Ark - Michael Kahn
- 1981 Raging Bull - Thelma Schoonmaker
- 1980 All That Jazz - Alan Heim

## Anii 1970
- 1979 Vânătorul de cerbi - Peter Zinner
- 1978 Războiul stelelor - Paul Hirsch, Marcia Lucas, Richard Chew
- 1977 Rocky - Richard Halsey, Scott Conrad
- 1976 Jaws - Verna Fields
- 1975 The Towering Inferno - Harold F. Kress, Carl Kress
- 1974 Cacealmaua - William H. Reynolds
- 1973 Cabaret - David Bretherton
- 1972 Filiera franceză - Gerald B. Greenberg
- 1971 Patton - Hugh S. Fowler
- 1970 Z - Françoise Bonnot

## Anii 1960
- 1969 Bullitt - Frank P. Keller
- 1968 În arșița nopții - Hal Ashby
- 1967 Grand Prix - Fredric Steinkamp, Henry Berman, Stewart Linder, Frank Santillo
- 1966 Sunetul muzicii - William H. Reynolds
- 1965 Mary Poppins - Cotton Warburton
- 1964 How the West Was Won - Harold F. Kress
- 1963 Lawrence al Arabiei - Anne V. Coates
- 1962 Poveste din cartierul de vest - Thomas Stanford
- 1961 Apartamentul - Daniel Mandell
- 1960 Ben-Hur - Ralph E. Winters, John D. Dunning

## Anii 1950
- 1959 Gigi - Adrienne Fazan
- 1958 Podul de pe râul Kwai - Peter Taylor
- 1957 Ocolul pământului în 80 de zile - Gene Ruggiero, Paul Weatherwax
- 1956 Picnic - Charles Nelson, William A. Lyon
- 1955 Pe chei - Gene Milford
- 1954 De aici în eternitate - William A. Lyon
- 1953 High Noon - Elmo Williams, Harry Gerstad
- 1952 A Place in the Sun - William Hornbeck
- 1951 Minele Regelui Solomon - Ralph E. Winters, Conrad A. Nervig
- 1950 Champion - Harry Gerstad

## Anii 1940
- 1949 The Naked City - Paul Weatherwax
- 1948 Body and Soul - Francis Lyon, Robert Parrish
- 1947 The Best Years of Our Lives - Daniel Mandell
- 1946 National Velvet - Robert J. Kern
- 1945 Wilson - Barbara McLean
- 1944 Air Force - George Amy
- 1943 The Pride of the Yankees - Daniel Mandell
- 1942 Sergeant York - William Holmes
- 1941 North West Mounted Police - Anne Bauchens
- 1940 Pe aripile vântului - Hal C. Kern, James E. Mewcom

## Anii 1930
- 1939 The Adventures of Robin Hood - Ralph Dawson
- 1938 Lost Horizon - Gene Havlick, Gene Milford
- 1937 Anthony Adverse - Ralph Dawson
- 1936 A Midsummer Night's Dream - Ralph Dawson
- 1935 Eskimo/Mala The Magnificent  - Conrad A. Nervig